# Jan Schokking
Jan Schokking (Amsterdam, 10 mei 1864 – 's-Gravenhage, 15 juli 1941) was een Nederlands politicus, lid van de Friese Bond en de CHU.
Schokking was een jurist, predikant en minister van Justitie in het kabinet-Colijn I. Hij volgde in 1927 Jan Hendrik de Waal Malefijt op als burgemeester van de gemeente Katwijk tot 1932, toen hij opgevolgd werd door mr. Wicher Jacob Woldringh van der Hoop. Frans Schokking, o.a. burgemeester van Den Haag, was zijn zoon.

## Externe link

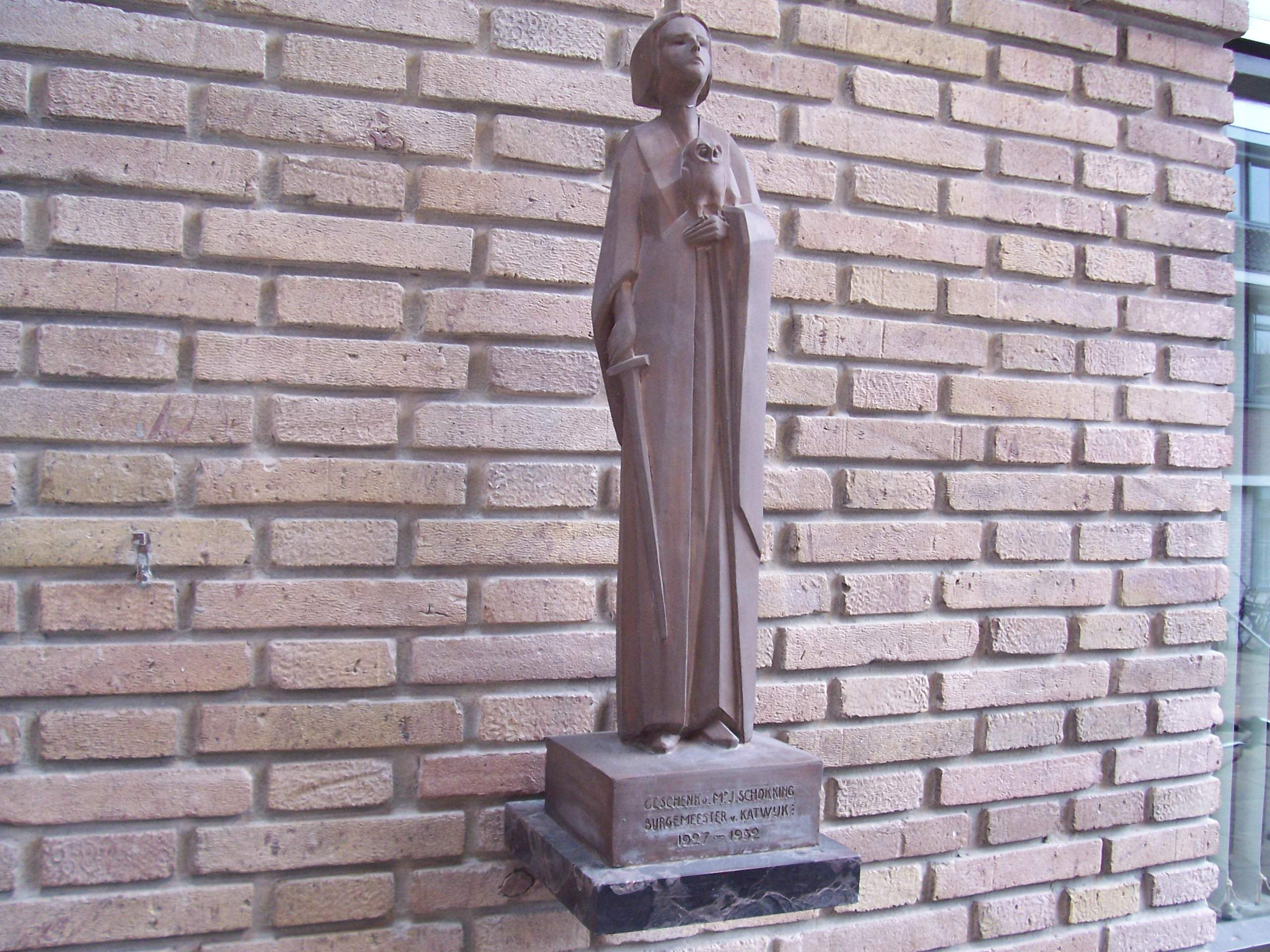
Beeldje in gemeentehuis Katwijk, ter nagedachtenis aan burgemeester Jan Schokking.